# Ван Эйс, Франк
Франк ван Эйс (нидерл. Frank van Eijs; род. 2 ноября 1971, Стейн, Нидерланды) — нидерландский футболист, выступал на позиции защитника, в клубах Нидерландов, Бельгии, Германии, Китая, Вьетнама и Новой Зеландии. В настоящее время работает агентом в Азии.

## Биография

### Футбольная карьера
Франк ван Эйс начал свою игровую карьеру в любительском клубе «RKVV IVS» в Стейне. Позднее занимался футболом в «Фортуна (Ситтард)» и «РКФК Линденхевел». В 1994 году перебрался в Бельгию, сначала в «Мехелен-ан-де-Маас», а в следующем сезоне — в «Расинг (Мехелен)». Затем пробовал свои силы на просмотре в английском клубе «Оксфорд Юнайтед», но не подошёл клубу и вернулся в Нидерланды и выступал за любительский клуб «Винкенслаг».
В 1999 году центральный защитник успешно прошел просмотр в шотландском клубе «Данди» и сыграл 16 матчей в чемпионате в сезоне 1999/2000. Во второй половине сезона в «Данди» главный тренер Ивано Бонетти не доверял ему место в составе и он покинул клуб после истечения контракта в мае 2001 года.
После некоторого времени в немецком клубе «Рот-Вайсс (Эссен)» он ненадолго присоединился к клубу «ТОП Осс», прежде чем подписал контракт с китайским клубом «Циндао».
В 2003 году он вернулся в Европу и играл в Германии в Оберлиге за «Меппен». В октябре 2004 года ван Эйс присоединился к другому клубу Оберлиги «Боруссия Фрайальденховен», которому грозило понижение, но после пяти матчей в конце года снова покинул клуб и перебрался во Вьетнам в клуб «Ханой».
В марте 2005 года он подписал контракт с новозеландским клубом А-лиги «Нью Зиланд Найтс». После провального первого сезона, в котором клуб набрал всего шесть очков в 21 игре покинул клуб и завершил карьеру футболиста.
В настоящее время работает футбольным агентом в Азии.